# Bueng Kan (tỉnh)
Bueng Kan (tiếng Thái: บึงกาฬ, phát âm [bɯ̄ŋ kāːn]), phiên âm: Bương Can) là tỉnh thứ 76 của Thái Lan. được thành lập theo đạo luật lập tỉnh Bueng Kan, BE 2554 (2011) có hiệu lực từ ngày và từ 23 tháng 3 năm 2011. Tỉnh này bao gồm. các huyện (Amphoe) tách ra từ tỉnh Nong Khai, nằm trong khu vực đông bắc Thái Lan, được gọi là "Isan" (tiếng Thái: อีสาน). Nó được đặt theo tên khu trung tâm, Mueang Bueng Kan.

## Địa lý
Tỉnh nằm ở góc đông bắc của Thái Lan. Giáp các tỉnh khác (từ phía nam theo chiều kim đồng hồ): Nakhon Phanom, Sakon Nakhon, Udon Thani và Nong Khai. Về phía bắc và phía đông giáp tỉnh Bolikhamxai của Lào, với sông Mekong tạo thành ranh giới tự nhiên. 
Tại huyện Bung Khla có khu bảo tồn hoang dã Phuwa, bảo vệ một ngọn đồi gần khu vực rừng bên sông Mê Kông.

## Lịch sử
Năm 1994, Sumet Phromphanhao, thành viên của Hạ viện từ tỉnh Nong Khai, đề xuất lập tỉnh Bueng Kan bằng cách tách các huyện Bueng Kan, huyện Seka, huyện So Phisai, huyện Bung Khla, Bueng Khong Long, Pak Khat, Phon Charoen và Si Wilai của tỉnh Nong Khai để lập một tỉnh mới. Tỉnh mới, nếu được lập ra, sẽ có 4.305 km2, với dân số khoảng 390.000 người. Vào thời điểm đó, Bộ Nội vụ trả lời rằng việc tạo ra một tỉnh mới này sẽ tải một gánh nặng ngân sách nhà nước và được trái với các Nghị quyết của Hội đồng Bộ trưởng.
Đề xuất lập tỉnh Bueng Kan đã bị bỏ qua trong khoảng 20 năm, đến năm 2010 khi Bộ Nội vụ phục hồi lại đề án và đã kiến nghị lên Hội đồng Bộ trưởng xem xét đề án "Thành lập changwat Bueng Kan, BE... (...) (tiếng Thái: ร่างพระราชบัญญัติจัดตั้งจังหวัดบึงกาฬ พ.ศ....).. Trong một cuộc thăm dò dân chúng tại cùng một thời điểm, 98,83% các cư dân của tỉnh Nong Khai ủng hộ đề án lập tỉnh mới. Vào ngày 03 tháng 8 năm 2010, Hội đồng Bộ trưởng ra nghị quyết trình dự luật lên Quốc hội Thái Lan, viện dẫn những lý do chính là: đề nghị đáp ứng các tiêu chí như số lượng các huyện, dân số và đặc điểm của tỉnh mới, và tỉnh Nong Khai nằm dọc sông Mekong, gây khó khăn để triển khai công tác an ninh biên giới dọc theo địa bàn tỉnh.
Ngày 07 tháng 2 năm 2011, Quốc hội Thái Lan thông qua luật. Thủ tướng Abhisit Vejjajiva đã trình luật lên quốc vương Bhumibol Adulyadej để ký phê chuẩn. Quốc vương Bhumibol Adulyadej đã ký dự luật ngày 11 tháng 3 năm 2011, ban hành luật với tên "Đạo luật thành lập changwat Bueng Kan, BE 2554 (2011)" (tiếng Thái: พระราชบัญญัติตั้งจังหวัดบึงกาฬ พ.ศ. 2544).. Đạo luật được công bố trong Công báo Chính phủ ngày 22/3/2011 và có hiệu lực từ ngày hôm sau
.

## Đơn vị hành chính
Tỉnh được chia thành 8 huyện (amphoe):
1. Mueang Bueng Kan
2. Phon Charoen
3. So Phisai
4. Seka
5. Pak Khat
6. Bueng Khong Long
7. Si Wilai
8. Bung Khla